# Serge Gauya
 (juillet 2013).
Serge Gauya né Serge Gauye est un chanteur et peintre né à Sion en Suisse le 11 septembre 1977.

## Carrière
Depuis très jeune Serge est attiré par les disciplines artistiques spécialement la musque et la peinture. À l'âge de 4 ans, il entre au conservatoire du valais à Sion et y étudie l'orgue et le solfège. À 15 ans, il sort son premier single à Paris, Much Money ; plusieurs tournées en France s'ensuivront. En parallèle, il étudie les médecines naturelles à Genève.
Plus tard, en 1998 il réalise la musique du film The Gray Way à Los Angeles. De retour en Europe, il participe à plusieurs défilés de mode à Genève ainsi qu’à Milan.
Baroudeur Serge parcourt le monde, visite plusieurs pays dont l'Amérique du nord ainsi que certains pays d'Amérique Latine, d'Afrique Noire et d'Afrique du nord, l'Asie ainsi que Australie. Il pose d'abord ses valises en Afrique plus spécialement au Cameroun où il participera à des projets avec des artistes Nationaux dont « Racine Sagath ». Serge produit ensuite plusieurs titres Chill Out destinés aux marchés asiatiques.
Son amour pour les voyages le mène une nouvelle fois en Amérique Latine, en Équateur avec sa chanson « Besame Otra Vez » extraite de l'album "Me Siento Latino" il participe à de nombreux programmes de Télévision, dont Operación Triunfo (la Star Academy pour enfant de l'Équateur) et tourne dans tout le pays avec le "Latino Tour 2006"
En 2007, il sort l'album Me Siento Latino. Il signe en Suisse chez K-Tel, et aux États-Unis auprès de Warner.
En 2008, il signe l'hymne officiel du Football Club de Sion, une équipe de football suisse.
En 2009, sort son deuxième album « El Placer de la Vida » qui lui ouvriront de nouveaux marchés comme le Maroc, l’Italie ainsi que l’Argentine. C’est d’ailleurs dans ce pays qu’un de ses titres « Valesanos » a été choisie par le Centre Valaisan et Suisse de Bariloche comme chanson officielle. Serge est donc devenu un trait d’union entre la Suisse et les descendants des immigrés Helvètes qui se sont établis en Amérique-Latine. En 2010, il sort en Italie, le CD "Antes" avec Trumen Records distributuin Self.

## Tournée
- Latino Tour 2006

## Discographie
- 1994 : Much money (single)
- 1994 : Zone interdite (single)
- 1996 : Seasons (single)
- 1997 : Shake baby shake (single)
- 1997 : Lovely dream (single)
- 1999 : Indian dream, Dancing City /SSG - ASIA (compilation)
- 2000 : Time reflexion, Dancing City /SSG - ASIA (compilation)
- 2007 : Me siento latino, K-tel International (album)
- 2008 : Rouge et Blanc - Rot und Weiss « Hymne officiel du FC Sion - Offizielle Hymne des FC Sion » (single)
- 2009 : El Placer de la vida, K-tel International (album)
- 2010 : Antes, Self Italie (album)
- 2011 : Momentos Latinos (album)
- 2011 : Los Refranes de la Abuela (single)
- 2012 : Los Refranes de la Abuela (Dance Remix) (Single)
- 2013 : Al Ritmo de la Vida (Single)

### Compilations
- 2004 : Africa 1, Music Awards, Point Fr - France
- 2005 : Morinda, SGPE/DC/SSG - USA - Asie
- 2005 : Spirit of chill out, SGPE/DC/SSG - Italie - USA - Asie
- 2006 : Latin Aventura. Vol. 2, K-Tel - Suisse - Allemagne - Autriche
- 2007 : Latin Aventura. Vol. 3, K-Tel - Suisse - Allemagne - Autriche
- 2008 : Latin Aventura. Vol. 4, K-Tel - Suisse - Allemagne - Autriche
- 2009 : Spirit of chill out. Vol. 1, Underground Records Taiwan
- 2009 : Compilation Gitana Latina, AMO Records – Maroc
- 2009 : Latin Aventura. Vol. 5, K-Tel - Suisse - Allemagne - Autriche
- 2010 : Latina Aventura Gold, K-Tel - Suisse - Allemagne - Autriche

## Prix
- Le 5 décembre 2008 Serge Gauya remporte avec sa chanson Me Siento Latino le Award de la meilleure chanson pop world 2008 au "Premio Estrella Music Awards" qui s'est tenu au James L. Night International Center à Miami.

- 2014 Fox Music USA Latin Awards - Houston Texas catégorie (Trajectoria Artistica)

## Expositions
- 2012 Kuwait Arts Association - Swiss Contemporary Art 2012 - Kuwait City
- 2015 Fiesta de la Francofonía, Alianza Francesa, Asunción Paraguay

## Vie privée
- Il est le fils du magnétiseur valaisan Jean-Paul Gauye
- De langue maternelle française, il a appris l'espagnol lors de ses nombreux voyages et actuellement il est parfaitement bilingue.
- Il vit entre Miami, Sion et Quito.

## Sources
- (de) Serge Gauya sur k-tel.ch
- (it) Serge Gauya sur self.it
- Fox Music USA Latin Awards
- Fiestas de la Francofonía Paraguay
- Premio Estrella Music Awards

- fac-similé d'un article paru dans Le Mag, 16 août 2010